# Слингер (блюдо)
Слингер (англ. Slinger) — фирменное блюдо американской закусочной на Среднем Западе, обычно состоящее из двух яиц, хашбраун, и говяжьего фарша (или другого вида мяса), все это покрыто чили кон карне (с фасолью или без нее) и щедро посыпано сыром ( чеддер или американским ) и луком. Яйца могут быть любого вида. Острый соус обычно подается отдельно. Слингер считается оригинальным ночным кулинарным блюдом Сент-Луиса. Его описывают как «кулинарное изобретение родного города» из смеси мяса, жареного картофеля, яиц и чили, с гарниром из ветчины, сосисок, бекона, котлет для гамбургера или целого стейка на косточке.

## Вариации
Существует множество вариаций базового слингера:
- «Top one»:  тамале подается поверх слингера.
- «Vegetarian»: использует вегетарианские бургеры и вегетарианский чили.
- «The Tobey»/«the Hoosier»: слингер с белой подливкой вместо перца чили. (Назван в честь посетителя закусочной Tiffany's Original Diner.)
- «Ying and yang»: слингер, покрытый наполовину чили и наполовину подливкой. Любимое блюдо посетителей в Tiffany's Original Diner, названное так менеджером Томом Греем. («Инь и янь» -  так как светлого  и темного цвета).
- «The Jared»: слингер с равным количеством перца чили и белой подливки.
- «JP slinger»: слингер с котлетой для гамбургера, дополнительным луком и дополнительным чили.
- «Devil's delight»: гамбургер без котлет в закусочной Courtesy Diner.
- «Chicago style»: подается с тостами из белого хлеба, бургеры обозначаются как «чизбургерные котлеты», яйца обозначаются как сверхлегкие, и должен содержать жареный лук[3] [4].